# 85新潮
85新潮，又称85美术新潮、85新潮美术运动，是中华人民共和国历史上的第一次当代艺术运动，兴起于1985年前后，至1989年到达高峰。85新潮是二十世纪中国美术界的一次重要转折，由黄永砯、王广义等当时的一批青年艺术家主导，“现代主义”和现代艺术风格开始流行，标志着中国当代艺术的诞生。85新潮美术具有文化启蒙、政治批判以及思想解放的基本特质，成为1980年代“新启蒙”的有机组成部分。

## 历史背景
文化大革命结束后，中国大陆进入拨乱反正时期，民间“新启蒙”思潮涌现。1979年，北京民间的美术团体“星星画会”连同朦胧诗派的《今天》编辑部共同举办了《星星画展》，展出了以追求自由与自我表现、带有现代主义风格的实验作品，引起巨大社会反响，成为中国当代美术的开辟者。
此后，随着改革开放的深入和民间新启蒙运动的发展，当时的一批青年艺术家不满于沿袭苏联模式的艺术风格以及当时流行的陈旧写实主义路线，转而从西方现代主义的风格中寻求出路，同时也对当时官僚的美展机制提出挑战。伴随着保守的社会风气松动，一场“先锋”的美术运动在不断酝酿中。
85新潮美术运动的一个直接导火索，是1984年为庆祝中华人民共和国成立35周年而举办的“第六届全国美术作品展览”，这是当时中华人民共和国历史上规模最大的美展，在批判文革“极左”思潮的同时，要求倒退回到文革以前去，但年轻一代不愿回头，他们想要展示自己的东西。此外，1985年，美国画家、“波普艺术”运动代表人物罗伯特·劳森伯格在中国美术馆举办了个人美术展，给当时的中国艺术界带来了巨大的冲击，吸引了逾30万人次的观众，进一步催生和推动了85新潮。

## 运动概况

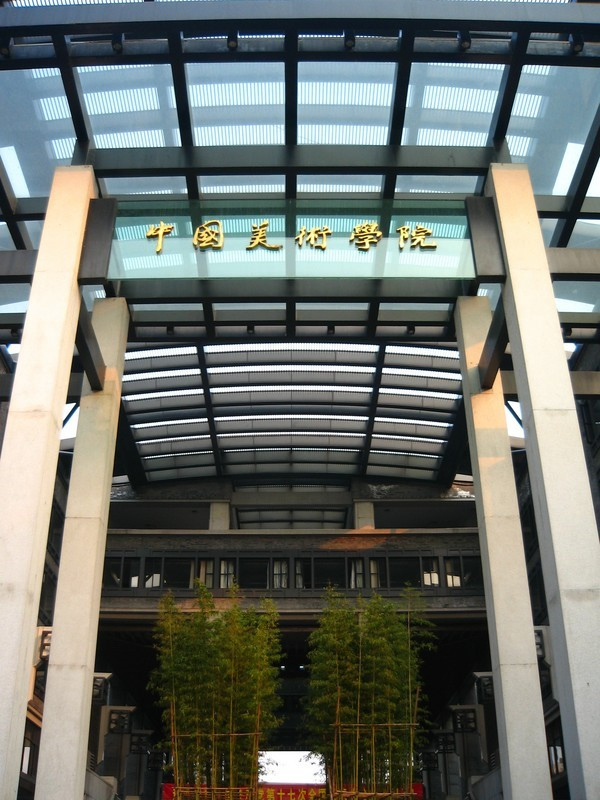
前身为浙江美术学院的中国美术学院，是85美术新潮的策源地之一。

位于浙江省杭州市的中国美术学院（前身为浙江美术学院），是85美术新潮的策源地之一。1985年前后，大量西方文化与思潮的涌进中国大陆，中国美院当年的毕业生作品及答辩突破了文革意识形态的重压，将艺术迅速带进波普艺术的厌世和冷漠的表达，呈现出对传统艺术风格的逆反，也远离了当时学院教师对学生展现艺术热忱的期望，继而引起广泛讨论。1985年《美术》杂志第九期刊登了题为《浙江美院的一场辩论》的文章，对此进行了综合报道，并将这一届的毕业作品几乎全部刊发，引发全国性影响。
此后，1985年至1989年，中国的新生艺术对以往的官方“现实主义”进行强力反拨，从文化观念上展开了对社会现实和传统文化的历史批判，期间更多借鉴的是西方现代艺术的观念与手法，同时也导致了一些“去中国化”现象的出现。仅在1985年和1986两年间，即有大约80多个新兴艺术群体成立，遍布中国大陆20多个省市，包括内蒙古、甘肃、宁夏、西藏、青海等边远地区。 
1985年12月2日，张培力、耿建翌、宋陵等十几位艺术家在浙江省杭州市举办“85新空间画展”，展览一共展出了50余件作品，引发轰动。1983-1986年兴起的以黄永砯为代表的“厦门达达”，是85新潮运动的重要流派，也是最具颠覆精神的一个艺术流派，他们受到“达达主义”的影响，曾在完成作品后又把作品全部焚烧。此外，较为活跃的中国南方艺术团体还包括“池社”、“南方艺术家沙龙”、“M艺术群体”等。新潮运动的代表作品还包括“北方艺术群体”的王广义创作于1989年的《国际会谈-必要的会谈》、谷文达创作于1984年至1985年的《遗失的王朝-静则生灵》、红色幽默小组创作于1986年的《75%的红，20%的黑，5%的白》、张培力创作于1987年的《X》等。 
1989年2月，在中国美术馆举办的“中国现代艺术展”将85新潮运动推向了高潮，共展出全国186名艺术家的293件作品，包括“中国第一代当代艺术家最重要的代表作”，回顾与总结了85新潮美术。但同年爆发的“六四事件”导致85新潮美术运动戛然而止。 

### 代表人物
85美术新潮的代表人物和重要推动者包括：
- 黄永砯[2][7]
- 王广义[2][7]
- 张培力[2][7]
- 高名潞[2][34]
- 栗宪庭[34]
- 森达达[35]
- 谷文达[7]
- 张晓刚[36]
- 张隆[37]

## 影响及后续

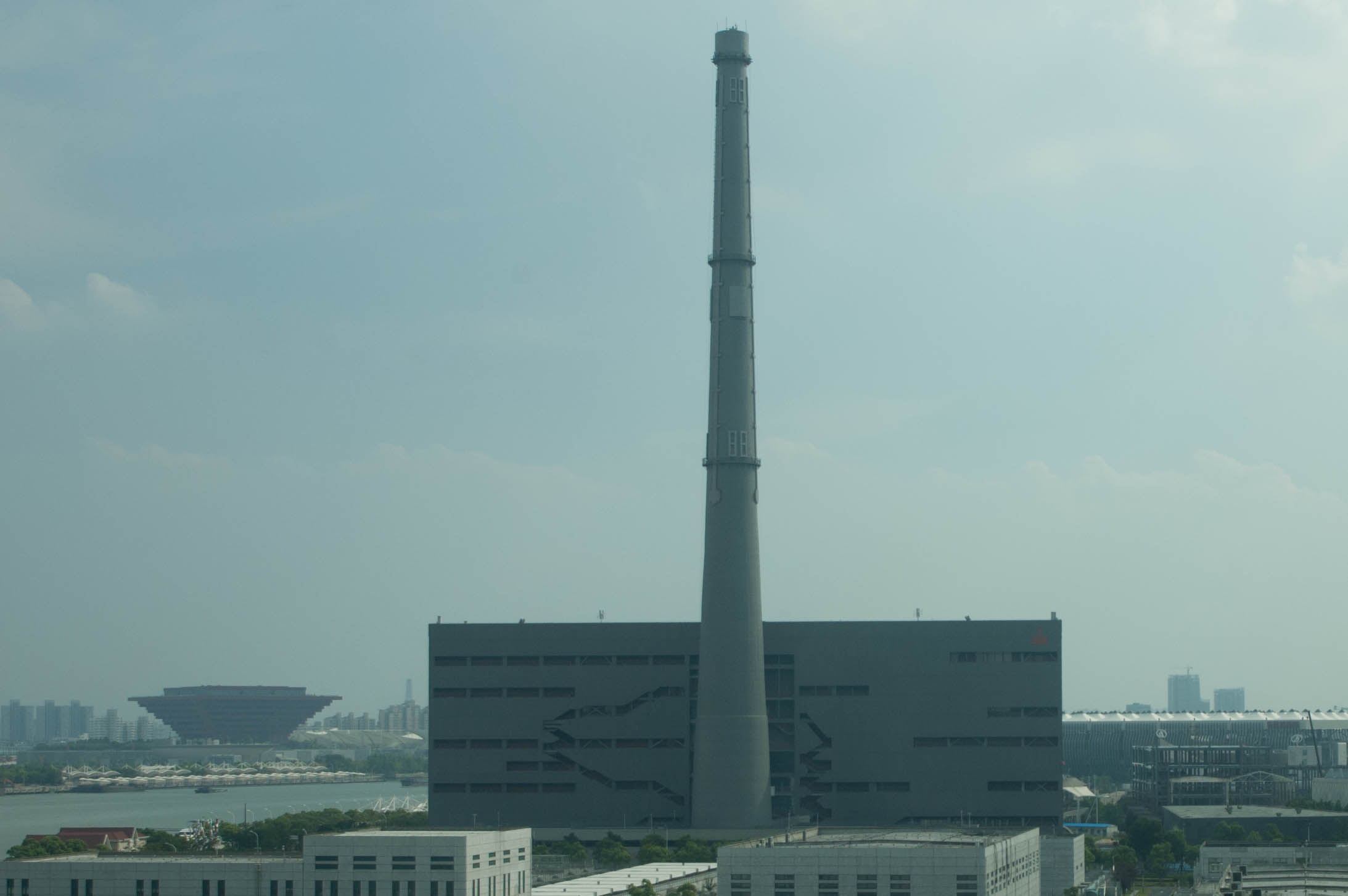
2012年建立的上海当代艺术博物馆，由2010年上海世博会未来馆扩建而成，其前身是1985年的上海南市发电厂主厂房及烟囱。

85美术新潮标志着中国当代艺术的诞生和文化转型的开始，具有启蒙和思想解放特质，是中国艺术史上的一次创作高潮和重要转折点。期间涌现出了一批具有世界影响力的作品和艺术家，影响和改变了中国艺术的走向和格局，以及其与世界艺术的关系。高名潞等人认为，85新潮运动是激烈的“反传统”运动，它反的不仅仅是毛泽东时代的艺术传统，而是全部的文化传统，而这种激进的思潮可以追溯至二十世纪初吕澂、陈独秀、鲁迅等人发起的“美术革命”。
在1989年“六四事件”之后的数年间，乃至整个1990年代，新潮美术都处在一个“地下”或“半地下”的状态。自1990年代起，85新潮时期的大量作品或被遗弃，或散落在海外，已经构成中国文化史上一个巨大空白。与此同时，90年代之后，市场化对85新潮美术的一代艺术家带来了较大冲击，他们不适应批量生产，自身被边缘化，但艺术产业需要明星，这和他们“不搭界”。
2006年，深圳OCT当代艺术中心曾举办“创造历史：中国20世纪80年代现代艺术纪念展”。2007-2008年，北京尤伦斯当代艺术中心举办了85新潮艺术作品展览，成为自1990年代以来关于新潮艺术作品的第一次深入、完整的展览。此后，中国国家近现代美术研究中心、中国美术学院、中国美术馆于2013年11月在北京举办了“85与一所艺术学府”展览。如今，85美术新潮在某些时候被用来指向反学院、反体制的意识形态思潮。